# Saconin-et-Breuil
Saconin-et-Breuil é uma comuna francesa na região administrativa de Altos da França, no departamento de Aisne. Estende-se por uma área de 8,53 km². Em 2010 a comuna tinha 221 habitantes (densidade: 25,9 hab./km²).